# The Thing from Another World
The Thing from Another World (títulos en español: El enigma de otro mundo, El enigma... de otro mundo, La cosa o El invasor de otro mundo) es una película de culto estadounidense de ciencia ficción dirigida en 1951 por Christian Nyby y Howard Hawks (este último sin acreditar). El guion se basó en el relato de John W. Campbell Who Goes There?.

## Argumento
Un grupo de la fuerza aérea estadounidense es enviada cerca del Polo Norte (Polo Sur en el relato) para encontrarse con unos exploradores estacionados allí. Allí ellos y los exploradores quedan aislados. Entonces el líder de los exploradores, Dr. Carrington, informa a los hombres de la fuerza aérea, que han visto un ovni caer cerca de ellos y que los llamaron para investigarlo. 
En el lugar de la caída descubren los restos de una nave procedente de Marte, pero, al tratar de llegar a ella, esta se desintegra. Pese a lo cual, es posible rescatar un espécimen congelado e informar de los descubrimientos. Los investigadores deciden descongelar el cuerpo para estudiarlo y éste cobra vida, comenzando a asesinar a los exploradores humanos y a los animales que tienen. Resulta ser un organismo inteligente con base de planta, que se alimenta de sangre y que, además, puede procrear como una planta a gran escala. 
Por ello deben acabar con esa criatura por su bien y por el bien de la humanidad, ya que deducen que ha venido a la Tierra para reproducirse allí a expensas de los humanos. Finalmente lo consiguen atrayéndolo a una trampa y sometiéndolo a una constante corriente eléctrica de muy alto voltaje hasta que finalmente muere. Luego informan de todo lo ocurrido al mundo, que ya ha recibido la noticia sensacional del descubrimiento del Dr. Carrington y sus exploradores, y advierten de la necesidad de estar alertas y preparados ante una nueva eventualidad como la que sufrieron.   
En el relato original el ser extraterrestre puede adoptar forma humana. Surge, pues, entre los exploradores la duda de si aquel que tienen al lado es o no quien parece ser. La desconfianza mina al grupo y entre todos deben buscar formas de poder determinar quién es o no es humano.

## Reparto
- Margaret Sheridan - Nikki Nicholson
- Kenneth Tobey - Capitán Patrick Hendry
- Robert Cornthwaite - Dr. Arthur Carrington
- Douglas Spencer - Ned Scott
- James Young - Teniente Eddie Dykes
- Robert Nichols - Teniente Ken Erickson
- Eduard Franz - Dr. Stern
- Paul Frees - Dr. Voorhees
- John Dierkes - Dr. Chapman
- Everett Glass - Dr. Wilson
- David McMahon - General Fogerty
- James Arness - La cosa

## Recepción
La película se estrenó el 6 de abril de 1951 en los Estados Unidos y el 24 de mayo de 1952 en España. Fue un éxito de taquilla. Según Fotogramas, esta adaptación de una narración de John Wood Campbell se convertiría en uno de los clásicos de la ciencia ficción, estableciendo unos arquetipos que se han venido repitiendo hasta nuestros días. El periódico ABC es de la misma opinión, diciendo que esta película, con unos modestos efectos especiales y un reparto de segunda, se ha convertido en uno de los paradigmas del terror y de la ciencia ficción, y que su fórmula, además de resistir muy bien el paso del tiempo, ha sido copiada en muchas ocasiones y ha influido en todo el cine que ha venido después.

## Premios
- Premio Registro Nacional de Cine (2001)